# Gare de Dieppe
Pour l’article homonyme, voir Gare de Dieppe-Maritime.
La gare de Dieppe est une gare ferroviaire française terminus de la ligne de Malaunay - Le Houlme à Dieppe, située sur le territoire de la commune de Dieppe, dans le département de la Seine-Maritime en région Normandie. Elle est la plus ancienne gare prévue pour relier Paris à la mer, ce qui jouera un rôle déterminant dans l’essor de la ville au XIXe siècle.
C'est une gare de la Société nationale des chemins de fer français (SNCF) desservie par des trains TER Normandie qui effectuent des missions entre Dieppe et Rouen-Rive-Droite et, le week-end, entre Dieppe et Paris-Saint-Lazare.

## Situation ferroviaire

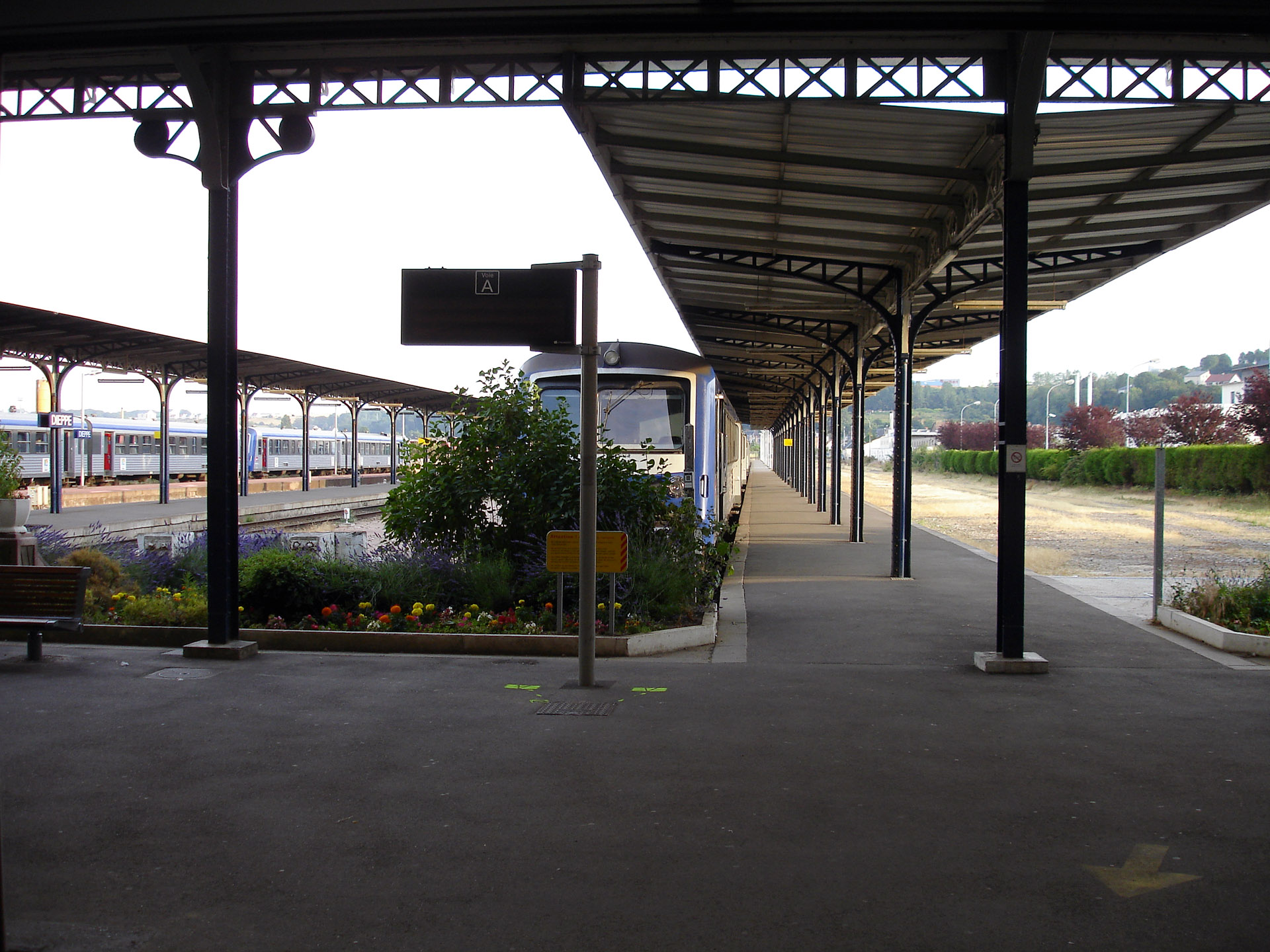
Vue des quais avec un autorail X 4900 voie A, en juillet 2010.

Établie à 9 mètres d'altitude, la gare de Dieppe est située au point kilométrique (PK) 167,685 de la ligne de Malaunay - Le Houlme à Dieppe dont elle est le terminus après la gare de Saint-Aubin-sur-Scie. Elle était également le terminus de la ligne de Saint-Denis à Dieppe, aujourd'hui fermée et déferrée depuis la gare de Serqueux, et de la ligne d'Eu à Dieppe, ouverte en 1885, actuellement exploitée partiellement en trafic restreint pour les besoins de la centrale nucléaire de Penly et pour le reste elle aussi déferrée.

## Histoire
Les projets de desserte de Dieppe apparaissent au début des années 1830 dans le cadre d'un chemin de fer de Paris à la mer. C'est finalement la Compagnie des chemins de fer de Dieppe et de Fécamp qui obtient, le 18 septembre 1845, la concession de la ligne de Malaunay - Le Houlme à Dieppe. Les travaux prennent du retard du fait de problèmes financiers et ce n'est que le 28 juin 1848 qu'un premier train parcourt la ligne qui est officiellement mise en service le 1er août 1848. Toujours en difficulté, la compagnie partage l'exploitation avec la Compagnie du chemins de fer de Paris à Rouen, puis la lui confie en fermage le 8 février 1851. En permettant une liaison rapide avec Rouen et Paris, elle est à l'origine du développement touristique de la ville, avec les trains de plaisir.
Le 23 décembre 1873, une seconde ligne relie la ville plus directement à Paris via le pays de Bray, la ligne de Saint-Denis à Dieppe. Elle met la capitale à 168 km du port normand.

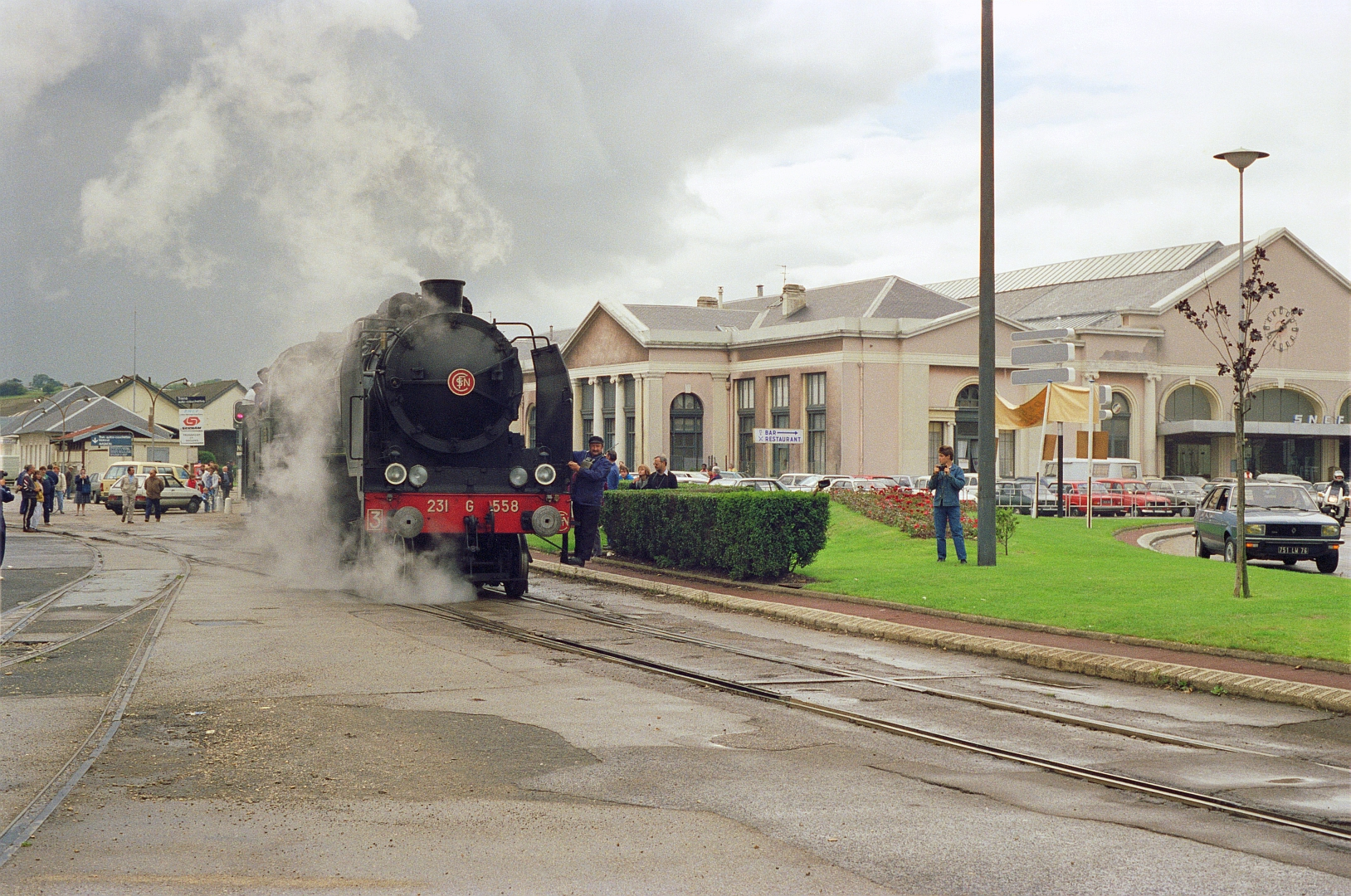
Un convoi quitte la gare de Dieppe par l'ancienne voie menant à la gare de Dieppe-Maritime, en septembre 1986.

Quelques années plus tard, une loi du 17 juillet 1879 déclare d'utilité publique la construction d'une ligne partant d'Eu, « pour rejoindre le chemin de fer de Pontoise à Dieppe, à 2,587 km en avant du heurtoir de la gare de Dieppe». En réalité, la jonction des deux lignes aura lieu à Rouxmesnil-Bouteilles, à une distance supérieure à celle initialement prévue.
En 1883, sera également autorisée la construction d'une ligne de Dieppe à Fécamp, s'embranchant sur la ligne de Rouen à la sortie Ouest du tunnel de Saint-Pierre en gare du Petit-Appeville.
De longue date, Dieppe n'a plus de liaison directe par chemin de fer avec Fécamp et Eu. De même a été supprimée celle existant avec Paris-Saint-Lazare par Serqueux du fait de la fermeture de la section de Serqueux à Dieppe.
De la gare de Dieppe-ville partait jusqu'en 1994 une voie unique établie sur les quais du port, desservant une autre gare nommée Dieppe-Maritime, située le long du bassin Jehan Ango, qui, à l'époque, était le lieu d'accostage des ferrys pour l'Angleterre. Cette halte était le terminus des trains permettant d'effectuer la liaison entre Paris et Londres. 
De même, depuis 1915, existait entre la sortie Est du tunnel de Saint-Pierre et la ligne se dirigeant vers Rouxmesnil-Bouteilles un raccordement direct à voie unique, utilisé notamment pour le retournement des locomotives à vapeur, qui, lui aussi, a été supprimé.

## Fréquentation
De 2015 à 2023, selon les estimations de la SNCF, la fréquentation annuelle de la gare s'élève aux nombres indiqués dans le tableau ci-dessous.
| Année                      | 2015    | 2016    | 2017    | 2018    | 2019    | 2020    | 2021    | 2022    | 2023      |
| -------------------------- | ------- | ------- | ------- | ------- | ------- | ------- | ------- | ------- | --------- |
| Voyageurs                  | 513 611 | 479 196 | 505 178 | 502 031 | 557 443 | 376 579 | 468 655 | 638 243 | 700 985   |
| Voyageurs et non voyageurs | 733 730 | 684 565 | 721 683 | 717 188 | 796 347 | 537 971 | 669 507 | 911 776 | 1 001 407 |

## Service des voyageurs

### Accueil
La gare dispose d'un bâtiment voyageurs avec guichet, ouvert tous les jours, et d'un automate pour l'achat des titres de transport. Dans le hall, on trouve une salle d'attente, des toilettes et divers services notamment une boutique de presse. La gare bénéficie du label Gare Accès Plus du fait d'aménagements et d'un service d'accompagnement, pour les personnes à mobilité réduite.

### Desserte
Dieppe est desservie par des trains TER Normandie qui effectuent des missions entre Rouen-Rive-Droite et Dieppe.
Depuis le service annuel 2020, la gare est également desservie les samedis et dimanches par des trains du réseau TER Normandie qui effectuent des missions entre Paris-Saint-Lazare et Dieppe par Rouen-Rive-Droite. Cette liaison est communément appelée « Le Train de la Marée ».
La liaison entre Rouen-Rive-Droite et Dieppe est assurée par des B 82500 et des Régiolis, tandis que la liaison entre Paris-Saint-Lazare et Dieppe est assurée uniquement par des Régiolis.

### Intermodalité
Un parc à vélos, qui a néanmoins fermé faute de subvention de la part de la communauté d'agglomération de Dieppe-Maritime[réf. nécessaire], et un parking pour les véhicules sont aménagés à ses abords. Une gare routière permet des correspondances avec les lignes d'autobus du réseau urbain Deep Mob (lignes nos 1, 2, 3, la navette du centre-ville et la ligne 14), des lignes du réseau NOMAD 76 ainsi que par des autocars TER Normandie de la ligne de Dieppe à Serqueux et à Gisors-Embranchement. 

### Modernisation de la gare
La gare de Dieppe va bénéficier des travaux réalisés dans le cadre du schéma directeur d’accessibilité programmée de la SNCF avec  l’État et la Région,  en rehaussant les quais de 30 à 55 cm  pour qu'ils soient accessibles à tous, avec la mise en conformité de l’éclairage, de  la sonorisation, de la signalétique et de l’information voyageurs, avec  la reprise des voies et la mise en conformité des infrastructures, la rénovation des abris voyageurs des quais. Ces travaux commencent en mai 2023 pour une durée de 18 mois et un montant estimé à 4,6 millions d'euros. Concernant le bâtiment voyageurs, des études portant sur sa modernisation sont menées en 2023 et devraient aboutir à des travaux fin 2024,.

## Galerie de photographies

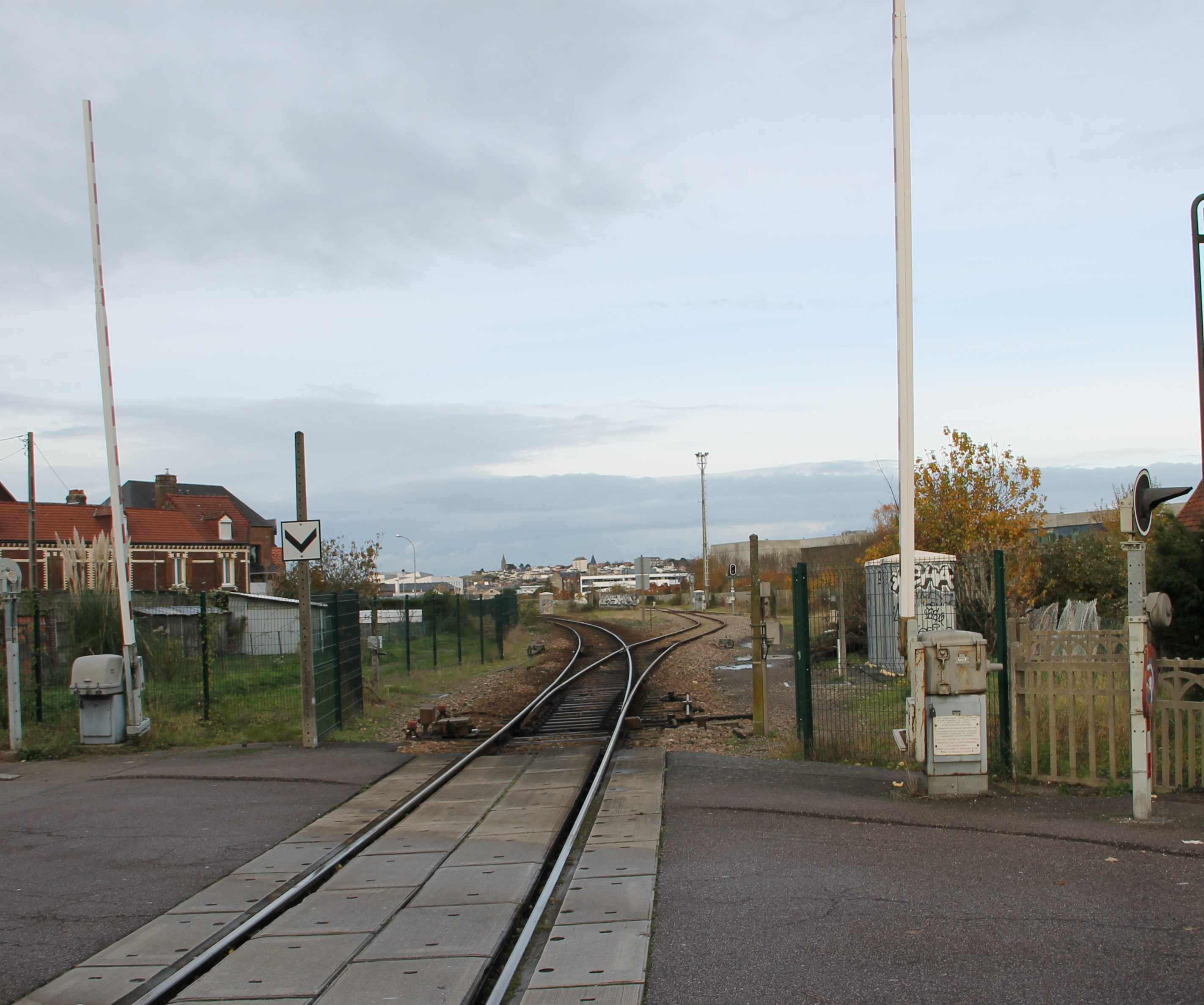
Arrivée de la ligne venant de Rouen.
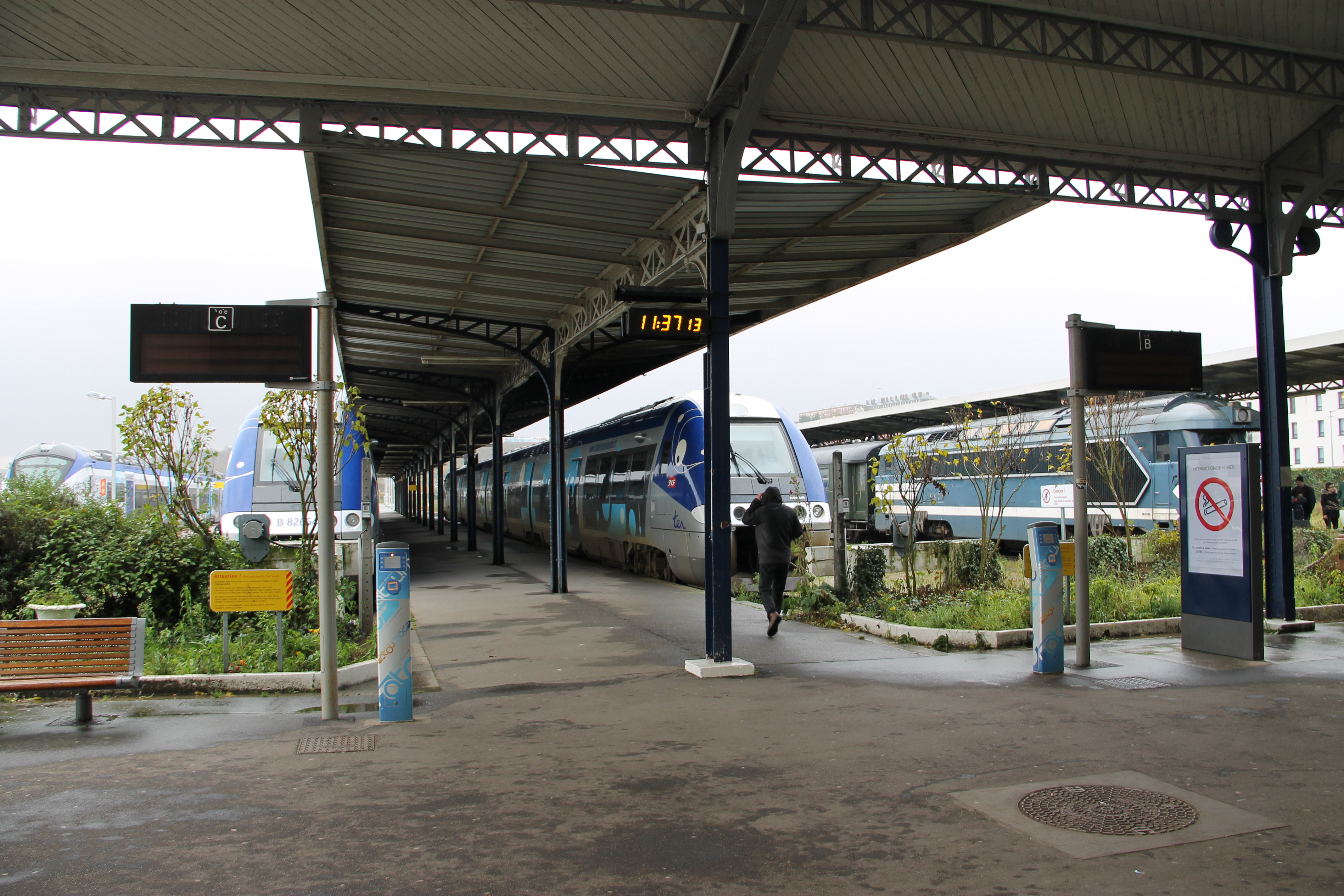
Quais de la gare.
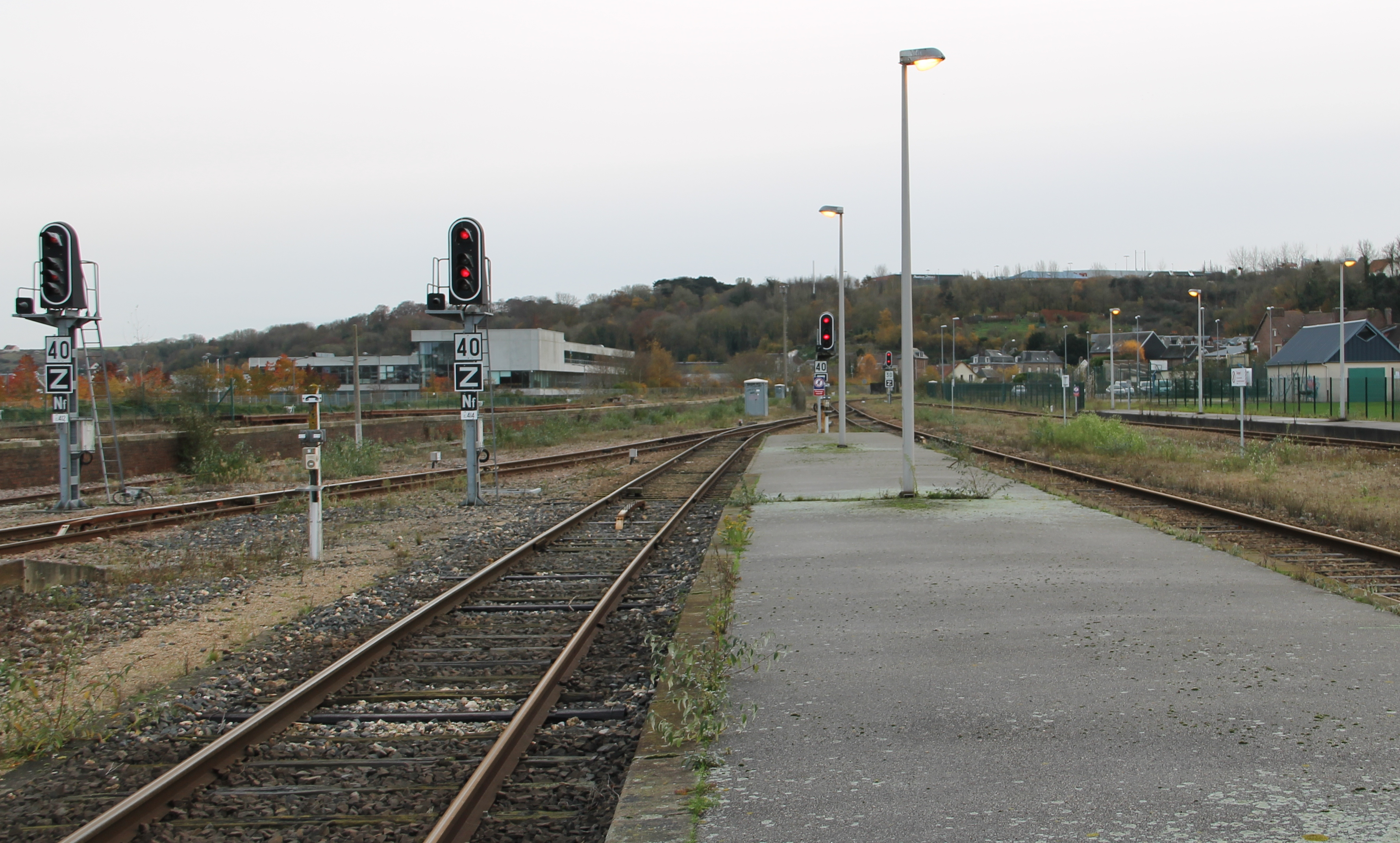
Sortie de la gare.
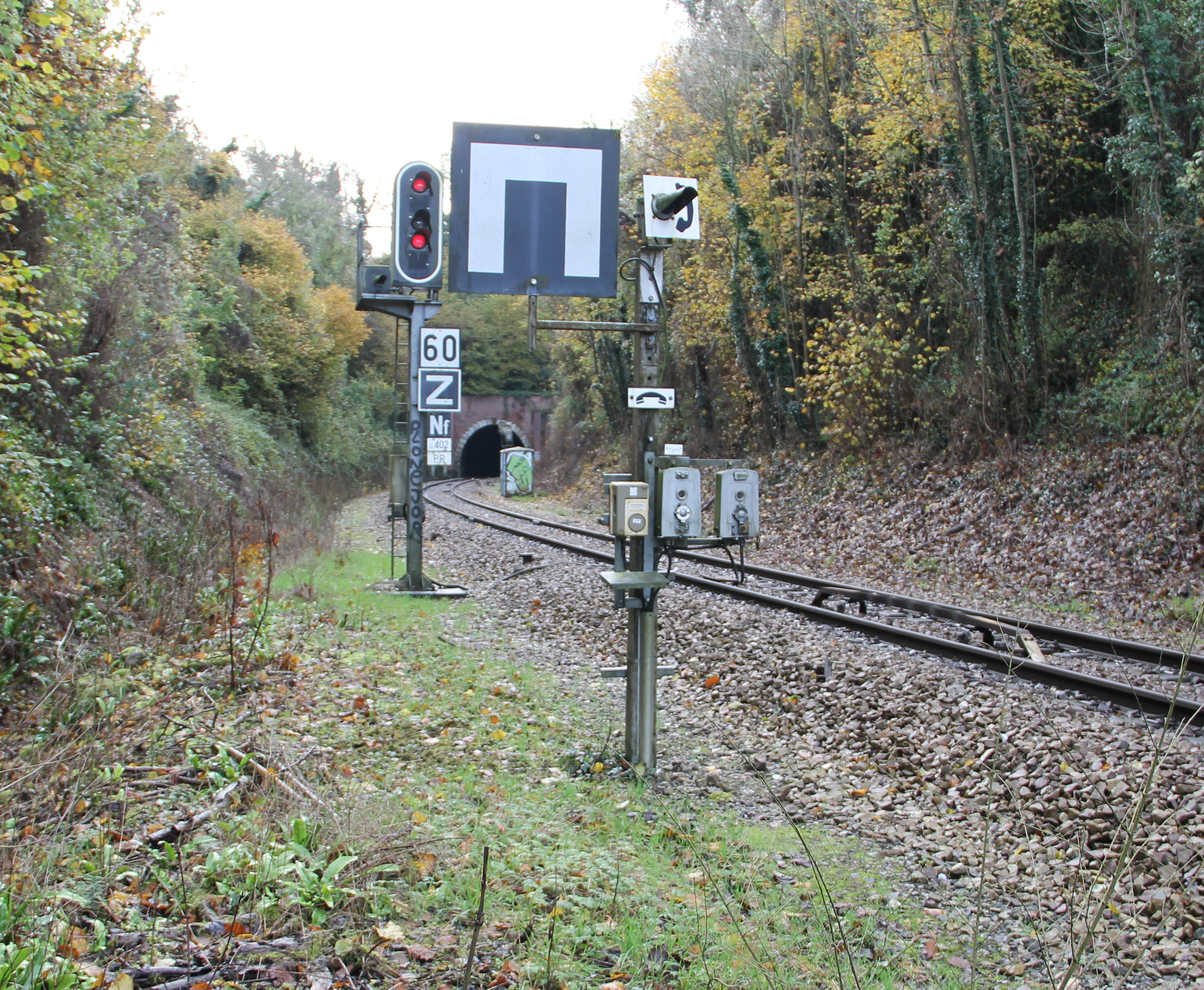
Tunnel de Saint-Pierre, à la sortie de la gare.
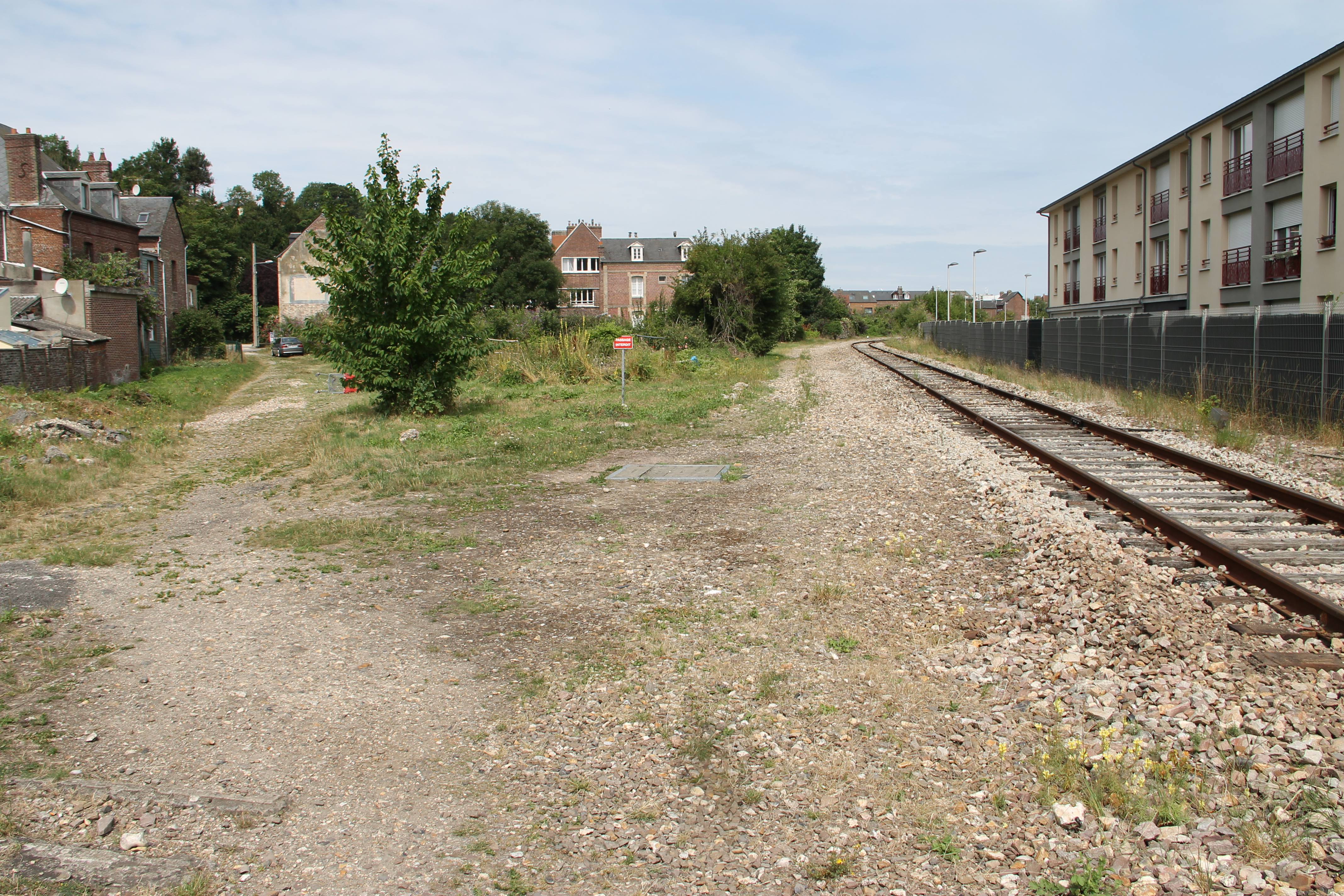
À droite, la ligne provenant de Rouxmesnil-Bouteilles, à gauche, l'emprise de l'ancien raccordement avec la ligne de Rouen.